# Проституция в Парагвае
Проституция в Парагвае  является законной для лиц старше 18 лет, но связанные с ней виды деятельности, такие как содержание публичных домов, запрещены. Проституция в стране распространена. Бордели также распространены, даже в некоторых сельских деревнях есть небольшие бары на окраинах.

## Асунсьон
Хотя в столице Асунсьоне нет квартала красных фонарей, уличная проституция широко распространена в центре города, особенно вокруг площади Уругвая. Бордели также распространены в центре города. Проституток также можно найти в барах и на дискотеках.
В городе и его окрестностях около 30 «мотелей», предназначенных для запрещенных сексуальных услуг. К люксам, снимаемым почасовым методом, можно подъехать через гараж, поэтому людей нельзя увидеть входящими или выходящими. Любые необходимые прохладительные напитки заказываются по телефону и доставляются через дверную заслонку, оплата также производится через заслонку. Персонал никогда не видит гостей.
После Парагвайской войны (1864–1870) Асунсьон был оккупирован войсками из Бразилии, Аргентины и Уругвая. Многие женщины обратились к проституции. Недостроенный театр переоборудовали в бордель, где работали и жили 400 женщин. Когда оккупационные войска ушли из города, аргентинская национальная гвардия забрала с собой в Буэнос-Айрес 300 проституток. Пытаясь «очистить» город, власти отправили множество проституток в сельские районы страны.

## ВИЧ
ВИЧ является проблемой для страны, и секс-работники составляют большую группу. С 1995 года правительство реализует программу для секс-работников в рамках их кампании «Борьба со СПИДом». Социальные и медицинские работники предлагают поддержку, информацию, бесплатное тестирование и раздают презервативы. В стране наблюдается нежелание пользоваться презервативами, частично из-за оппозиции католической церкви. Некоторые клиенты предлагают платить больше за секс без презерватива.
В 2016 году ЮНЭЙДС оценила распространенность ВИЧ среди секс-работников в 7%
.

## Детская проституция
Детская проституция - это проблема. Бедных детей вывозят из сельских районов в городские центры, такие как Асунсьон, Сьюдад-дель-Эсте и Энкарнасьон, для коммерческой сексуальной эксплуатации. Беспризорные и работающие дети часто становятся жертвами вербовщиков.
В 2002 году Международная программа Международной организации труда по искоренению детского труда обнаружила, что в Сьюдад-дель-Эсте 250 из 650 уличных секс-работников были несовершеннолетними. По оценкам Детского фонда ООН (ЮНИСЕФ) в 2005 году двое из трех секс-работников были несовершеннолетними девочками. Многие НПО и международные организации работают над решением этой проблемы.

## Секс-торговля
Парагвай является страной происхождения, назначения и транзита для мужчин, женщин и детей, ставших жертвами торговли людьми в целях сексуальной эксплуатации. Парагвайские женщины и девушки подвергаются сексуальной торговле внутри страны, а трансгендерные парагвайцы уязвимы для сексуальной торговли. Тысячи парагвайских детей работают в качестве домашней прислуги в обмен на еду, питание, а иногда и на образование или небольшую стипендию в системе, называемой криадазго; многие из этих детей подвергаются домашнему рабству и очень уязвимы для торговли людьми в целях сексуальной эксплуатации. Лица из числа коренных народов особенно подвержены риску торговли людьми в целях сексуальной эксплуатации. В 2015 году власти сообщили, что по меньшей мере 24 парагвайских женщины были наняты для работы в Турции, а затем их использовали в качестве принудительной проституции в публичных домах по всей Турции, Испании и северной части Кипра, управляемой киприотами-турками. Опора международных сетей торговли людьми на местных вербовщиков остается проблемой. Торговцы предлагают жертвам свободу или прощение долгов, если они вербуют других жертв, и часто полагаются на социальные сети в качестве инструментов вербовки. Иностранные жертвы секс-торговли в Парагвае в основном из других стран Южной Америки. Парагвайские жертвы торговли людьми в целях сексуальной эксплуатации находятся в Аргентине, Испании, Бразилии, Чили, Мексике, Китае, Колумбии и других странах. Парагвайских женщин вербуют в качестве курьеров незаконных наркотиков в Европу и Африку, где их заставляют заниматься проституцией.
НПО и органы власти сообщали, что государственные чиновники, в том числе полиция, пограничники, судьи и служащие государственного реестра, способствовали торговле людьми, в том числе путем получения взяток от владельцев публичных домов в обмен на защиту, вымогательства у подозреваемых в торговле людьми с целью предотвращения ареста и изготовления поддельных документов, удостоверяющих личность.
Управление Государственного департамента США по мониторингу и борьбе с торговлей людьми оценило Парагвай как страну уровня 2.